# Gautier d'Espinal
Gautier d'Espinal (... – prima del luglio 1272) è stato un trovatore francese del tredicesimo secolo
.
Anche se non si conosce molto della sua vita, in alcuni documenti del tempo si parla di un Gautier d'Espinal attivo tra il 1232 e il 1272, ma non si ha la certezza che questo fosse il troviero reale. Molto probabilmente Gautier è stato uno dei signori della città di Épinal.
Il suo lavoro era popolare e ampiamente distribuito e alcune delle sue composizioni appaiono in più di sei documenti di origini distinte. Quattordici canzoni sopravvivono con attribuzione affidabile per Gautier.

## Opere
- Pinne Aïmans et verais
- Ja versare longue demouree
- Ne Puet laissier pinne cuers c'adès se Plaigne
- Partis de doulour
- Se j'ai Lonc decine amours servi
- Se par force de merci
- Tout autresi com l'äimans deçoit
- Tout esforciés Avrai Chanté souvent
- Quant je Voi l'erbe menù
- Desconfortés et de joie partico
- Puis qu'en moi un recouvré seignourie
- Outrecuidiers et ma fole pensée
- Par comandement figlio Dous (attribuito)
- Comencement douce de saison bele (attribuito)
- Amours et osso Volente
- Quant Voi iver et FROIDURE aparoir[3]